# 南京大学物理学院

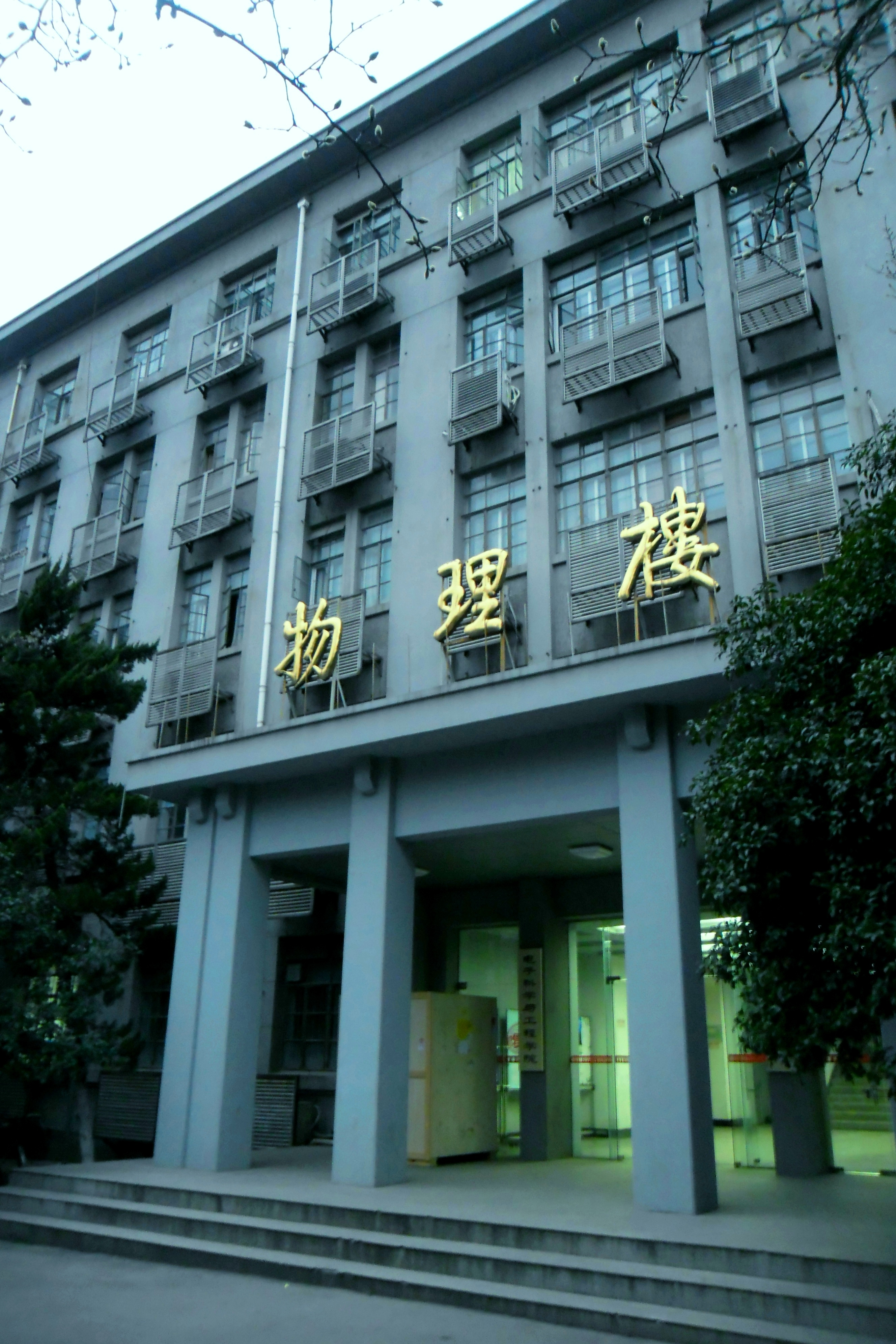
南京大学鼓楼校区物理楼

南京大学物理学系成立于1920年，是中國物理学的前驱。

## 现况概览

### 专业设置
博士与硕士研究生专业
- 理论物理学
- 凝聚体物理学
- 粒子物理学与原子核物理学
- 微电子学与固体电子学
- 光学

(另有生物物理学硕士专业)
本科专业
- 物理学
- 应用物理学
- 声学

### 研究机构
- 南京大学固体微结构实验室
- 南京大学理论物理研究中心
- 南京大学应用物理研究所
- 南京大学加速器研究所
- 南京大学光电信息功能材料实验室
- 南京大学生物医学物理研究所
- 南京大学环境材料与再生能源研究中心
- 南京大学微电子设计研究所

### 其他
凝聚态物理、理论物理、微电子与固体电子学为中国国家重点学科。
南京大学固体微结构实验室在冯端的领导下，数十年来活跃在国际前沿，作出了许多开创性的工作，被美国《科学》杂志列为日本以外东亚地区接近或达到世界一流水准的两大科研机构之一。

## 历史概要
- 清末1902年三江师范学堂和后来的两江师范学堂时期，设理化科。1914年筹建南京高等师范学校，设理化部，1919年改为数理化部。
- 民国9年（1920年）南京高师时期，物理学系成立，胡刚复担当首任系主任，创建了中国最早的物理实验室。後來，隨著學校先後更名國立東南大學、中央大學和南京大學，物理系隨之更名國立東南大學物理系、中央大學物理系、南京大學物理系。
- 2009年，南京大学物理学院成立，设物理学系、现代物理系、光电科学系、声科学与工程系。

## 链接
- 南京大学物理系 （页面存档备份，存于）
- 南京大学校友列表